# 范阳春
范阳春（1913年—1994年2月24日），福建永定人，中国人民解放军将领、中国人民解放军开国少将。
1932年加入中國共產黨。曾任中国人民志愿军16军政治部主任。1955年，授予中国人民解放军少将。后担任中央军委通讯兵部副政治委员。
1994年在北京病逝，享壽81歲。